# Jorge Torres Carbonell
Jorge Martín Torres Carbonell (Buenos Aires, 22 de abril de 1954) es un sacerdote y obispo católico argentino, que actualmente se desempeña como 3° Obispo de Gregorio de Laferrere.

## Historia

### Primeros años y formación
Jorge Martín nació el 22 de abril de 1954, en Buenos Aires, capital de Argentina.
Tras cursar algunos años de estudios de ingeniería civil en la Universidad Católica Argentina, ingresó al Seminario Metropolitano de Buenos Aires, donde realizó los estudios eclesiásticos de preparación al presbiterado, alcanzando el título de Bachiller en Teología.

### Sacerdocio
Desempeñó su diaconado en la parroquia San Ambrosio, del barrio de Colegiales.
Su ordenación sacerdotal fue el 18 de noviembre de 1983, a manos del entonces Cardenal - Arzobispo de Buenos Aires, Juan Carlos Aramburu, en la Estadio Obras, a la edad de 29 años.
Como sacerdote desempeñó los siguientes ministerios:
- Vicario parroquial en San Cayetano, del barrio de Belgrano.
- Párroco de Santa Clara, en el barrio de Flores Sur.
- Párroco del Niño Jesús, en el barrio de Villa Lugano.
- Párroco de Nuestra Señora de la Esperanza, en Puerto Madero.
- Rector y párroco de la Basílica de Nuestra Señora de Luján (2001 – 2009).

El 11 de marzo de 2011 el entonces Cardenal - Arzobispo de Buenos Aires, Jorge Mario Bergoglio SJ, lo trasladó al Santuario Nacional de San Cayetano, y lo designó rector y párroco.
- Responsable de la pastoral juvenil de la arquidiócesis de Buenos Aires.
- Responsable de la peregrinación de la arquidiócesis porteña a Luján.
- Vicario episcopal para las Villas de Emergencia.
- Decano del Decanato N.º 19 "Flores".
- Miembro del Consejo Presbiteral (2011 – 2014).

El 29 de marzo de 2011, fue designado miembro de la comisión arquidiocesana para la Formación del Clero. 
El 15 de junio de 2012, el arzobispo Jorge Mario Bergoglio SJ lo designó miembro del Colegio de Consultores Arquidiocesanos.

## Episcopado

### Obispo Auxiliar de Lomas de Zamora
El 21 de noviembre de 2014, el papa Francisco lo nombró 4° Obispo Titular de Aquae en Byzacena y Obispo Auxiliar de Lomas de Zamora.

#### Ordenación Episcopal
Fue consagrado el 27 de febrero de 2015, en la Catedral de Nuestra Señora de la Paz, a manos del Obispo de Lomas de Zamora, Jorge Rubén Lugones SJ.
Sus co-consagrantes fueron el Cardenal - Arzobispo de Buenos Aires, Mario Aurelio Poli, el Obispo de San Justo, Eduardo Horacio García, el Obispo Auxiliar de Buenos Aires, Joaquín Sucunza y el por entonces Obispo Auxiliar de Lomas de Zamora, Jorge Vázquez.

### Obispo de Gregorio de Laferrere
El 30 de junio de 2020, el papa Francisco lo nombró 3° Obispo de Gregorio de Laferrere.

#### Toma de posesión canónica
Tomó posesión canónica el día 15 de agosto, durante una ceremonia en la Catedral de Cristo Rey.

#### Cargo en el Obispado
Es miembro de la Comisión Episcopal de Liturgia y de la de Comunicación Social, en la CEA.